# Brian White (Eishockeyspieler)
Brian White (* 7. Februar 1976 in Winchester, Massachusetts) ist ein ehemaliger US-amerikanischer Eishockeyspieler, der im Verlauf seiner aktiven Karriere zwischen 1994 und 2008 unter anderem 468 Spiele in der American Hockey League (AHL) auf der Position des Verteidigers bestritten hat. Darüber hinaus absolvierte White zwei Partien für die Colorado Avalanche in der National Hockey League (NHL) und verbrachte eine Spielzeit bei den Iserlohn Roosters in der Deutschen Eishockey Liga (DEL).

## Karriere
Brian White spielte für die Eishockeymannschaft der Arlington Catholic High School. Nachdem er im NHL Entry Draft 1994 in der elften Runde an 268. Stelle von den Tampa Bay Lightning aus der National Hockey League (NHL) ausgewählt worden war, ging er zunächst an die University of Maine, wo er auch für das dortige Eishockeyteam spielte. Nach vier Jahren als Spieler der Black Bears erfolgte der Schritt in den Profisport.
Nachdem er in seinem letzten Universitätsjahr schon ein Spiel in der International Hockey League (IHL) für die Long Beach Ice Dogs bestritten hatte, spielte er in der Saison 1998/99 für die Hershey Bears in der American Hockey League (AHL). Zusätzlich lief er zweimal für die Colorado Avalanche in der NHL auf. White spielte noch zwei weitere Jahre in Hershey, bevor er zu den Cincinnati Mighty Ducks wechselte. Danach ging er zu den Providence Bruins, bei denen er ebenfalls zwei Spielzeiten verbrachte. Zur Saison 2004/05 erfolgte der Wechsel nach Europa zu den Iserlohn Roosters in die Deutsche Eishockey Liga (DEL). Dort spielte der Verteidiger eine gute Serie und ging anschließend zu Tappara Tampere in die finnische SM-liiga.
Auch nach einem Jahr in Finnland wechselte White wieder zu einem anderen Team, diesmal zurück zu den Long Beach Ice Dogs, die mittlerweile in der ECHL spielten. Da diese sich nicht für die Playoffs qualifizieren konnten, ging er für die AHL-Playoffs zu den Providence Bruins. In der Saison 2007/08 konnte er lediglich elf Spiele absolvieren, dies waren zwei Partien für die Worcester Sharks aus der AHL und neun Partien für die Kalamazoo Wings aus der neuen International Hockey League (IHL). Anschließend beendete der 32-Jährige seine aktive Karriere.

## Karrierestatistik
(Legende zur Spielerstatistik: Sp oder GP = absolvierte Spiele; T oder G = erzielte Tore; V oder A = erzielte Assists; Pkt oder Pts = erzielte Scorerpunkte; SM oder PIM = erhaltene Strafminuten; +/− = Plus/Minus-Bilanz; PP = erzielte Überzahltore; SH = erzielte Unterzahltore; GW = erzielte Siegtore; 1 Play-downs/Relegation; Kursiv: Statistik nicht vollständig)